# 阮文運
阮文運（越南语：／；1832年—？），越南阮朝官員。
阮文運是承天府廣田縣安城總東川社（今屬承天順化省廣田縣）人，明命十三年（1832年）出生。嗣德十四年（1861年），阮文運參加武鄉試，考中武舉人。嗣德十八年（1865年），授正隊長率隊。嗣德二十一年（1868年），阮文運考中會試中格第一名，殿試考中第二甲武進士出身，是該科第一名。後在武學堂任職。